# Michel Duchezeau
Michel Duchezeau est un acteur français né dans la Nièvre.
Il a joué notamment dans le film de Robert Lamoureux Mais où est donc passée la septième compagnie ? où il campait le rôle du soldat des transmissions en début de film.

## Filmographie
- 1988 : Les Gauloises blondes : Brennus
- 1984 : Les Ripoux : le mac Savatte
- 1984 : Le Verdict des Gitans de Gilbert Roussel : Rey
- 1983 : Les Cinq Dernières Minutes (épisode La Chine à Paris) série télévisée de François Martin
- 1983 : Banzaï : le type
- 1982 : Guy de Maupassant
- 1981 : Les Bidasses aux grandes manœuvres : lieutenant Zig
- 1981 : Les Demoiselles de compagnie : Dr Aldo Moreno
- 1980 : La Nuit de la mort : Serge
- 1979 : La Dérobade
- 1977 : Fachoda, la mission Marchand : le lieutenant Simon
- 1976 : Dora, la frénésie du plaisir : Riccardo
- 1973 : Mais où est donc passée la septième compagnie ? : le soldat
- 1973 : R.A.S.